# Alfons Rosenberg
Pour les articles homonymes, voir Rosenberg.
Alfons Rosenberg, né le 6 janvier 1902 à Munich et mort le 1er septembre 1985 à Zurich, est un écrivain, mystique, symboliste et astrologue.

## Biographie
Alfons Rosenberg est né le 6 janvier 1902 à Munich. Il étudie à partir de 1919 à l'école des arts appliqués de Munich, entre autres auprès de Paul Klee et de Vassily Kandinsky. En tant qu'artiste, il collabore aux ateliers expressionnistes de Munich (Münchner Expressionistischen Werkstätte). Entre 1925 et 1935, il est paysan et artisan d'art sur l'île de Wörth en Haute-Bavière. Il se réfugie en Suisse en mai 1935 où il suit des études de psychologie et de théologie protestante à Zurich puis il se convertit au catholicisme. À partir de 1948, il est actif essentiellement en tant qu'écrivain. Il étudie l'histoire de la symbolique afin de poser les bases d'un art symboliste. S'impliquant dans le mouvement œcuménique, il délivre de nombreux cours et conférences sur la symbolique. Il est l'auteur d'écrits sur la pensée ésotérique et méditative. Il est un membre du cercle d'Eranos qui a été fondé par Carl Gustav Jung et Olga Fröbe-Kapteyn en 1933 à Ascona. Alfons Rosenberg est mort le 1er septembre 1985 à Zurich.

## Publications
- Don Giovanni. Mozarts Oper und Don Juans Gestalt. Prestel, München 1968.
- Die Zauberflöte. Geschichte und Deutung von Mozarts Oper. 2. Auflage. Prestel, München 1972,  (ISBN 3-7913-0041-5).
- Die Welt im Feuer. Wandlungen meines Lebens. Herder, Freiburg/Basel/Wien 1983,  (ISBN 3-451-08011-7).
- Zeichen am Himmel. Das Weltbild der Astrologie. 2. Auflage, Kösel, München 1984,  (ISBN 3-466-20246-9).
- Einführung in das Symbolverständnis. Ursymbole und ihre Wandlungen. Herder, Freiburg im Breisgau 1985,  (ISBN 3-451-08033-8).
- Wirklichkeit - Versuche und Erkenntnisse zur Erneuerung des Christentums. Verlag Organisator A.G., Zürich.
- Durchbruch zur Zukunft - Der Mensch im Wassermann-Zeitalter. Otto Wilhelm Barth-Verlag, München-Planegg 1958.
- Die christliche Bildmeditation. Otto Wilhelm Barth-Verlag, München-Planegg 1955.
- Christliche Lebensregeln. Reihe Doppelpunkt, Kösel-Verlag, München 1977.
- Die Seelenreise. Verlag Otto Walter, Olten 1952.
- Die Erhebung des Weiblichen. Verlag Otto Walter, Olten 1959.
- Das Experiment Christentum. Verlag J. Pfeiffer, München 1969.
- Der Christ und die Erde. Verlag Otto Walter, Olten 1953.
- Der Engel im Alten Testament. In: Begegnung mit Engeln, Otto Wilhelm Barth-Verlag, München-Planegg 1956.
- Sibylle und Prophetin. Otto Wilhelm Barth-Verlag, Weillheim/Obb. 1960.

## Source de la traduction
- (de) Cet article est partiellement ou en totalité issu de l’article de Wikipédia en allemand intitulé « Alfons Rosenberg » (voir la liste des auteurs).